# Международный научно-технический центр
Международный научно-технический центр, МНТЦ (англ. The International Science and Technology Center, ISTC) — созданная в 1992 году межправительственная организация, финансирующая и координирующая ученых и исследовательские организация из разных стран с целью предотвращения распространения оружия массового поражения (ОМП). Штаб-квартира МНТЦ находится в Казахстане, в городе Астана.
В настоящее время в число участников входят Армения, Европейский Союз, Грузия, Япония, Казахстан, Республика Корея, Кыргызстан, Норвегия, Таджикистан и США, а до 2015 года была и Россия. В деятельности МНТЦ принимают участие ученые из 60 стран

## Деятельность
МНТЦ был создан в целях предотвращения распространения оружия массового поражения. Важной его задачей является предотвращение «утечки мозгов» — эмиграции в третьи страны специалистов стран бывшего СССР, участвовавших в разработке и производстве такого оружия. Также организация работает по предотвращению продажи террористам знаний специалистов по ОМП, в том числе технологий его изготовления.
МНТЦ финансирует научно-технические проекты, дающие возможность специалистам по ОМП оставаться на родине и работать в мирных областях науки и техники и коммерциализировать имеющиеся у них технологические наработки.
МНТЦ содействует реализации международных научных проектов и оказывает содействие мировому научному и деловому сообществу в поиске и привлечении к сотрудничеству ученых и институтов, которые разрабатывают или обладают знаниями передовых технологий.
Организация имеет большой опыт по решению проблем нераспространения оружия массового поражения и физической ядерной безопасности.

## История
В январе 1992 года в трехстороннем заявлении России (А. В. Козырев), Германии (Г. Д. Геншер) и США (Дж. Бейкер) была представлена идея о создании организации с целью предоставить возможность устроиться в гражданском секторе экономики российским учёным-оружейникам, чтобы предотвратить потенциальную возможность продажи специалистами своих знаний разным странам или организациям, и таким образом предотвратить этот путь распространения технологий, необходимых для производства оружия массового поражения.
МНТЦ учреждён в 1992 году соглашением между Российской Федерацией, Соединенными Штатами Америки, Японией и Европейским Союзом (от него выступали Европейское сообщество по атомной энергии и Европейское экономическое сообщество). Штаб-квартира организации располагалась в Москве.
Первым исполнительным директором МНТЦ стал Глэнн Швайцер (в 1992 году).
В январе 1993 года был учрежден Подготовительный комитет МНТЦ, с этого времени МНТЦ фактически начал свою деятельность.
В 1995 году к Соглашению присоединился Казахстан.
В 2014 году МНТЦ объединял 39 стран, из них семь являются финансовыми реципиентами: шесть — чистые получатели (Армения, Беларусь, Грузия, Казахстан, Кыргызстан, Таджикистан), а седьмая, Россия, является и донором (предоставляет помещение), и реципиентом (получает финансирование). 
В 2010 году Россия инициировала выход из МНТЦ, и в 2015 году окончательно вышла из организации. 15 июля 2015 года московский офис организации прекратил работу, и Секретариат МНТЦ переехал в Казахстан (в Астану, в Университет им. Назарбаева).
9 декабря 2015 года в Астане было подписано Соглашение о продолжении деятельности МНТЦ со штаб-квартирой в Казахстане. В Казахстане это Соглашение вступило в силу 14 декабря 2017 года.

## МНТЦ в России
Россия участвовала в работе МНТЦ с самого создания организации в 1992 году, с 2010 года снижала участие и вышла из организации в 2015 году.
Затраты России на работу МНТЦ ограничивались предоставлением помещения для штаб-квартиры организации в Москве. Всю деятельность организации, в том числе гранты российским учёным, финансировали другие учредители — США, Япония и страны ЕС.
В 1994 году в России вступило в силу Соглашение о создании МНТЦ, и организация полноценно начала работу в России — 2 марта 1994 года в РФ вступил в силу Протокол, подписанный 27 декабря 1993 года о временном применении Соглашения об учреждении Международного научно-технического центра.
За период 1994—2009 годов в программах МНТЦ участвовали около 60 тысяч российских учёных.
Ратификация Соглашения о создании МНТЦ была в повестке Госдумы РФ трижды — в 1996, 2000 и 2004 годах. К 2010 году оно так и не было ратифицировано Россией.
В 2010 году Правительство Российской Федерации выступило с инициативой прекратить сотрудничество в рамках МНТЦ, после чего 11 августа 2010 года Президент Российской Федерации подписал Постановление №534-РП о выходе из Соглашения 1992 года и Протокола 1993 года. При этом выход из соглашения и из организации состоялся в 2015 году, через полгода после завершения всех проектов, финансируемых МНТЦ в России (последний проект завершался в 2014 году).